# Mistrzostwa Japonii w Skokach Narciarskich 2019
Mistrzostwa Japonii w Skokach Narciarskich 2019 – zawody mające na celu wyłonić mistrza Japonii, które rozegrane zostały w dniach 26–27 października w Sapporo.
Złoty medal na skoczni normalnej w kategorii mężczyzn zdobył Junshirō Kobayashi. Drugie miejsce zajął ze stratą ponad pięciu punktów Keiichi Satō, a na najniższym stopniu podium stanął Ryōyū Kobayashi straciwszy cztery punkty do miejsca wyżej. Poza podium na czwartym miejscu uplasował się obrońca tytułu sprzed roku Taku Takeuchi, któremu do zwycięstwa zabrakło dwanaście punktów. W konkursie wystartowało pięćdziesięciu zawodników.
Na skoczni normalnej w kategorii kobiet tytuł obroniła Sara Takanashi wyprzedzając o ponad czterdzieści punktów drugą Yūki Itō. Skład podium konkursu uzupełniła Nozomi Maruyama. Brązowa medalistka sprzed roku Kaori Iwabuchi sklasyfikowana została na miejscu piątym. W zawodach udział wzięło dwadzieścia sześć skoczkiń.
Konkurs mężczyzn na skoczni dużej zwyciężył Ryōyū Kobayashi wyprzedziwszy o ponad osiem punktów sklasyfikowanego na drugim miejscu Yūkena Iwasę. Na trzecim miejscu stanął Taku Takeuchi, który do miejsca wyżej stracił niespełna pięć punktów. Triumfator sprzed roku – Daiki Itō, zajął szóste miejsce. W zawodach wystartowało pięćdziesięciu zawodników, w tym jeden został zdyskwalifikowany.
Konkurs kobiet w ramach mistrzostw kraju na skoczni dużej nie został rozegrany, a zamiast niego odbyły się zawody o puchar telewizji NHK, które wygrała Sara Takanashi.

## Wyniki

### Kobiety – 26 października 2019
| Msc. | Zawodniczka     | Klub                      | I seria | II seria | Punkty |
| ---- | --------------- | ------------------------- | ------- | -------- | ------ |
| 1.   | Sara Takanashi  | Kuraray                   | 93,5 m  | 98,5 m   | 253,0  |
| 2.   | Yūki Itō        | Tsuchiya Home SD          | 87,0 m  | 86,0 m   | 210,0  |
| 3.   | Nozomi Maruyama | Meiji University          | 83,0 m  | 87,5 m   | 201,5  |
| 4.   | Yūka Kobayashi  | Chintai SK                | 73,0 m  | 82,5 m   | 169,5  |
| 5.   | Kaori Iwabuchi  | Kitano Construction Corp. | 74,5 m  | 80,5 m   | 168,0  |
| 6.   | Haruka Iwasa    | Nihon University          | 74,5 m  | 77,5 m   | 158,5  |
| 7.   | Yūka Setō       | Hokkaido High-Tech AC     | 67,5 m  | 82,5 m   | 157,0  |
| 8.   | Machiko Kubota  | Nagano Iiyama HS          | 74,0 m  | 75,5 m   | 156,0  |
| 9.   | Rio Setō        | Chintai SK                | 65,5 m  | 81,5 m   | 150,0  |
| 10.  | Misaki Shigeno  | Chintai SK                | 73,0 m  | 71,5 m   | 148,0  |
| ...  |                 |                           |         |          |        |

### Mężczyźni
| Msc. | Zawodnik           | Klub                      | I seria | II seria | Punkty |
| ---- | ------------------ | ------------------------- | ------- | -------- | ------ |
| 1.   | Junshirō Kobayashi | Snow Brand Megmilk SD     | 93,0 m  | 95,0 m   | 245,5  |
| 2.   | Keiichi Satō       | Snow Brand Megmilk SD     | 92,5 m  | 93,0 m   | 239,0  |
| 3.   | Ryōyū Kobayashi    | Tsuchiya Home SD          | 91,5 m  | 92,0 m   | 235,0  |
| 4.   | Taku Takeuchi      | Kitano Construction Corp. | 95,0 m  | 88,0 m   | 233,5  |
| 5.   | Masamitsu Itō      | Tsuchiya Home SD          | 94,5 m  | 88,5 m   | 230,5  |
| 6.   | Yukiya Satō        | Snow Brand Megmilk SD     | 89,5 m  | 92,0 m   | 229,5  |
| 7.   | Daiki Itō          | Snow Brand Megmilk SD     | 91,0 m  | 88,5 m   | 224,0  |
| 8.   | Yūken Iwasa        | Tōkyō Bisō Group SC       | 91,5 m  | 86,5 m   | 222,5  |
| 9.   | Reruhi Shimizu     | Snow Brand Megmilk SD     | 88,0 m  | 90,0 m   | 221,5  |
| 10.  | Naoki Nakamura     | Tokai Univeristy          | 88,5 m  | 89,0 m   | 220,5  |
| ...  |                    |                           |         |          |        |

| Msc. | Zawodnik           | Klub                      | I seria | II seria | Punkty |
| ---- | ------------------ | ------------------------- | ------- | -------- | ------ |
| 1.   | Ryōyū Kobayashi    | Tsuchiya Home SD          | 133,0 m | 135,5 m  | 273,5  |
| 2.   | Yūken Iwasa        | Tōkyō Bisō Group SC       | 132,0 m | 132,5 m  | 265,3  |
| 3.   | Taku Takeuchi      | Kitano Construction Corp. | 127,5 m | 135,0 m  | 260,7  |
| 4.   | Naoki Nakamura     | Tokai Univeristy          | 126,0 m | 134,5 m  | 257,1  |
| 5.   | Junshirō Kobayashi | Snow Brand Megmilk SD     | 124,5 m | 130,0 m  | 244,8  |
| 6.   | Daiki Itō          | Snow Brand Megmilk SD     | 128,5 m | 125,5 m  | 242,4  |
| 7.   | Noriaki Kasai      | Tsuchiya Home SD          | 120,0 m | 130,0 m  | 234,2  |
| 8.   | Keiichi Satō       | Snow Brand Megmilk SD     | 127,5 m | 121,0 m  | 231,0  |
| 9.   | Yūmu Harada        | Snow Brand Megmilk SD     | 122,0 m | 121,0 m  | 219,6  |
| 10.  | Yukiya Satō        | Snow Brand Megmilk SD     | 118,5 m | 118,5 m  | 208,3  |
| ...  |                    |                           |         |          |        |